# Batysféra

Batysféra

Batysféra je podmořský výzkumný modul kulového tvaru, spouštěný na laně z lodi. Byl užíván pro průzkum dna ve velkých hloubkách ve 30. letech 20. století.
Slovo je odvozeno od řeckých slov βάθος (bathos - hloubka) a σφαίρα (sfaira - koule).
První batysféru sestrojili v roce 1930 Otis Barton a Charles William Beebe. Měla průměr 144 cm a tloušťku stěn 3,8 cm. Zařízení o hmotnosti 2,27 tuny bylo spouštěno na 2,5 cm silném laně. V roce 1932 se s ním spustili do hloubky 932 m, což byl na dalších 15 let hloubkový rekord, překonaný až batyskafem Trieste.

## Teorie

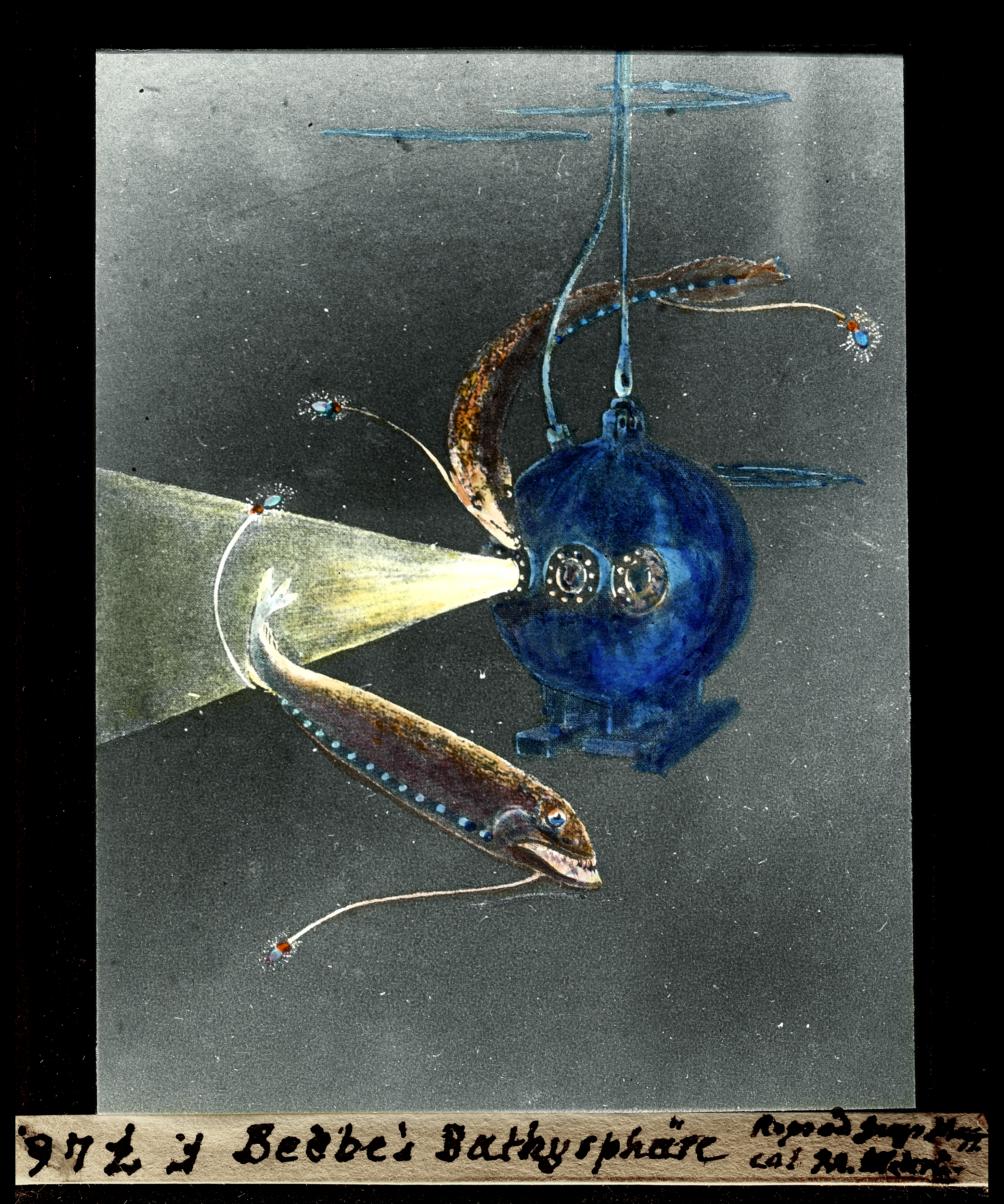
Ponořená batysféra na dobové ilustraci

Při ponoru do velkých hloubek je třeba dosáhnout dvou protichůdných kritérií: zajistit dostatečnou pevnost stěn ponorného zařízení a zajistit vztlakovou sílu, která umožní plavidlu plavbu a opětný výstup na hladinu. Ponorky první poloviny 20. století byly schopny ponoru do hloubek maximálně několika desítek metrů, většímu tlaku nebyl jejich trup schopný odolat. Nebylo možno vytvořit ponorky se silnějšími stěnami, protože by neměly dostatečný vztlak k vyrovnání tohoto těžšího pláště.
Konstruktéři batysféry proto volili jinou metodu: sestrojili kouli s dostatečně silnými stěnami, a nedostatek vztlaku kompenzovali lanem, na němž byla spouštěna z paluby lodi. Koncept byl ale úspěšný jen částečně: Vlastní hmotnost dlouhého lana omezovala hloubku, do níž bylo možno batysféru spustit a  ukázalo se také, že je obtížné synchronizovat pohyb tělesa, zavěšeného na tak dlouhém laně. Problémy vyřešil až samostatně se pohybující batyskaf.

## Technická data
- průměr 1,44 m
- síla stěny 38 mm
- průměr vlezového otvoru 35 cm
- 3 okénka z křemenného skla: 20 cm průměr, síla 75 mm
- hmotnost (bez posádky): 2270 kg